# Прочанок Арканія
Прочанок Арканія (Coenonympha arcania) — вид денних метеликів родини сонцевиків (Nymphalidae).

## Поширення
Вид поширений в Європі, Туреччині, Ірані, на Кавказі. В Україні трапляється у лісовій і на півночі лісостепової зонах та у Карпатах на висоті до 1000 м над рівнем моря.

## Опис
Довжина переднього крила 16-18 мм. Передні крила зверху вохристо-помаранчеві, з широкою коричневою зовнішньої облямівкою. Задні крила зверху коричневі, з нижньої сторони — з широким цільним білим полем і 4-6 вічками різного розміру біля зовнішнього краю.

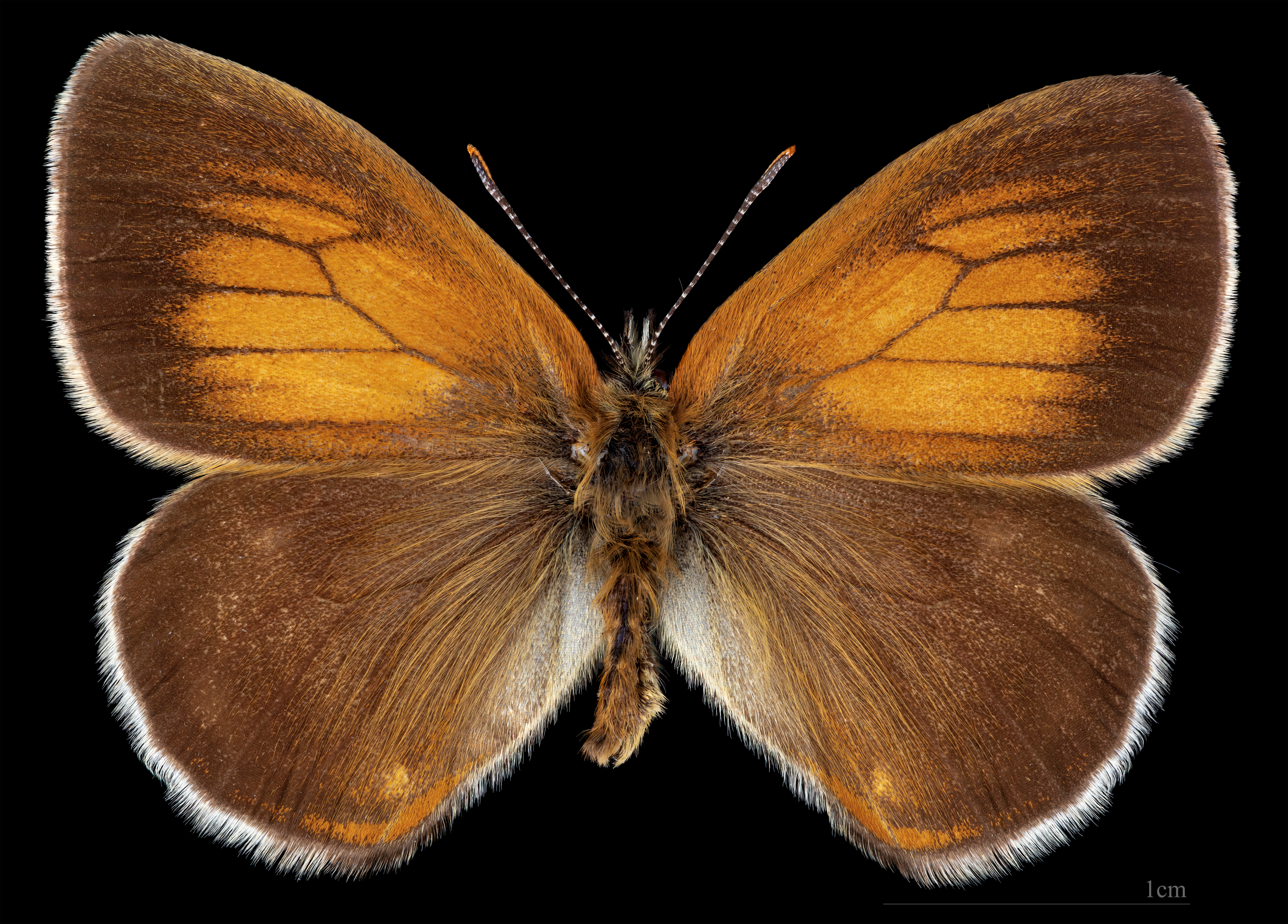
Coenonympha arcania ♂
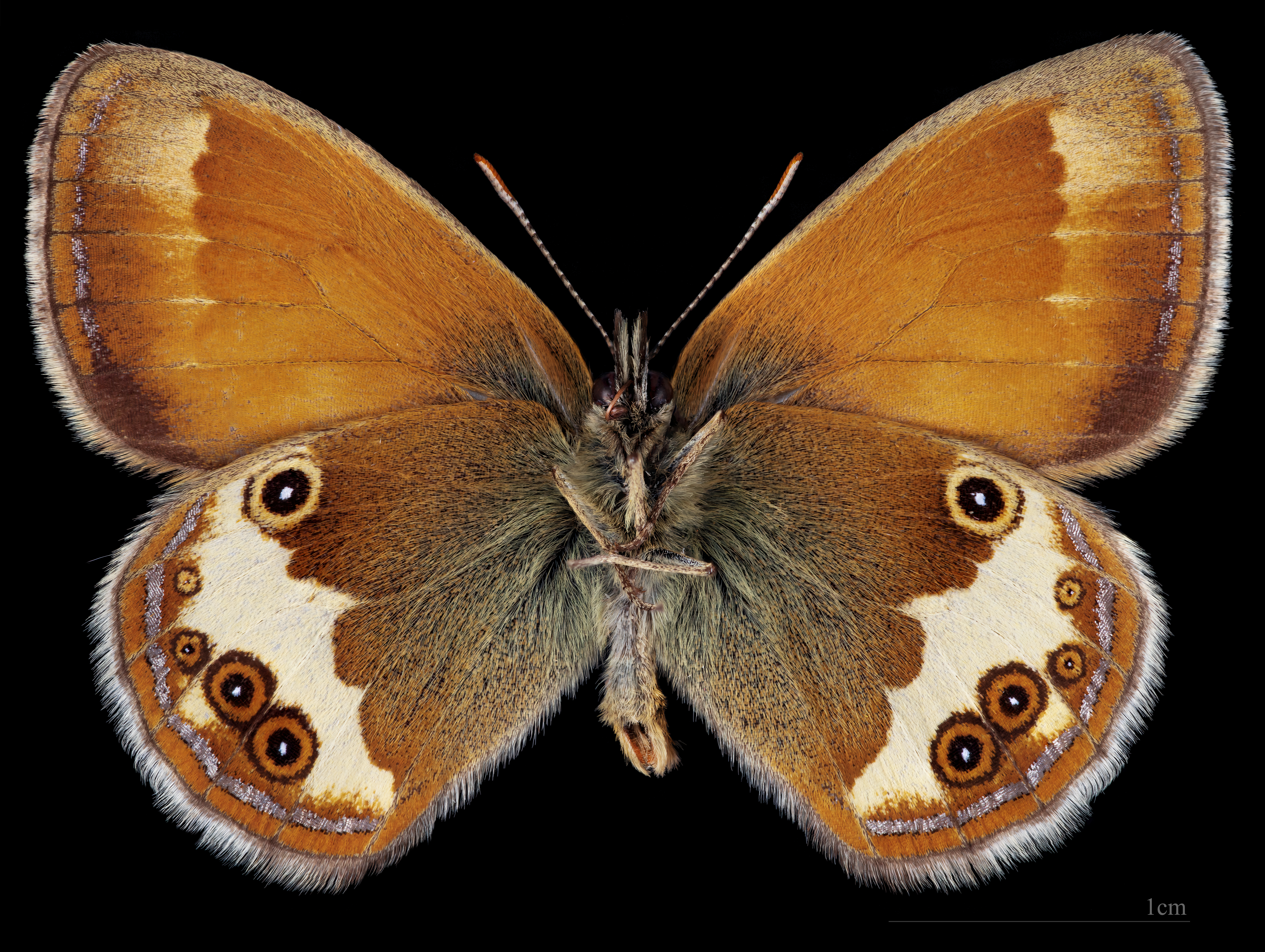
Coenonympha arcania ♂  △
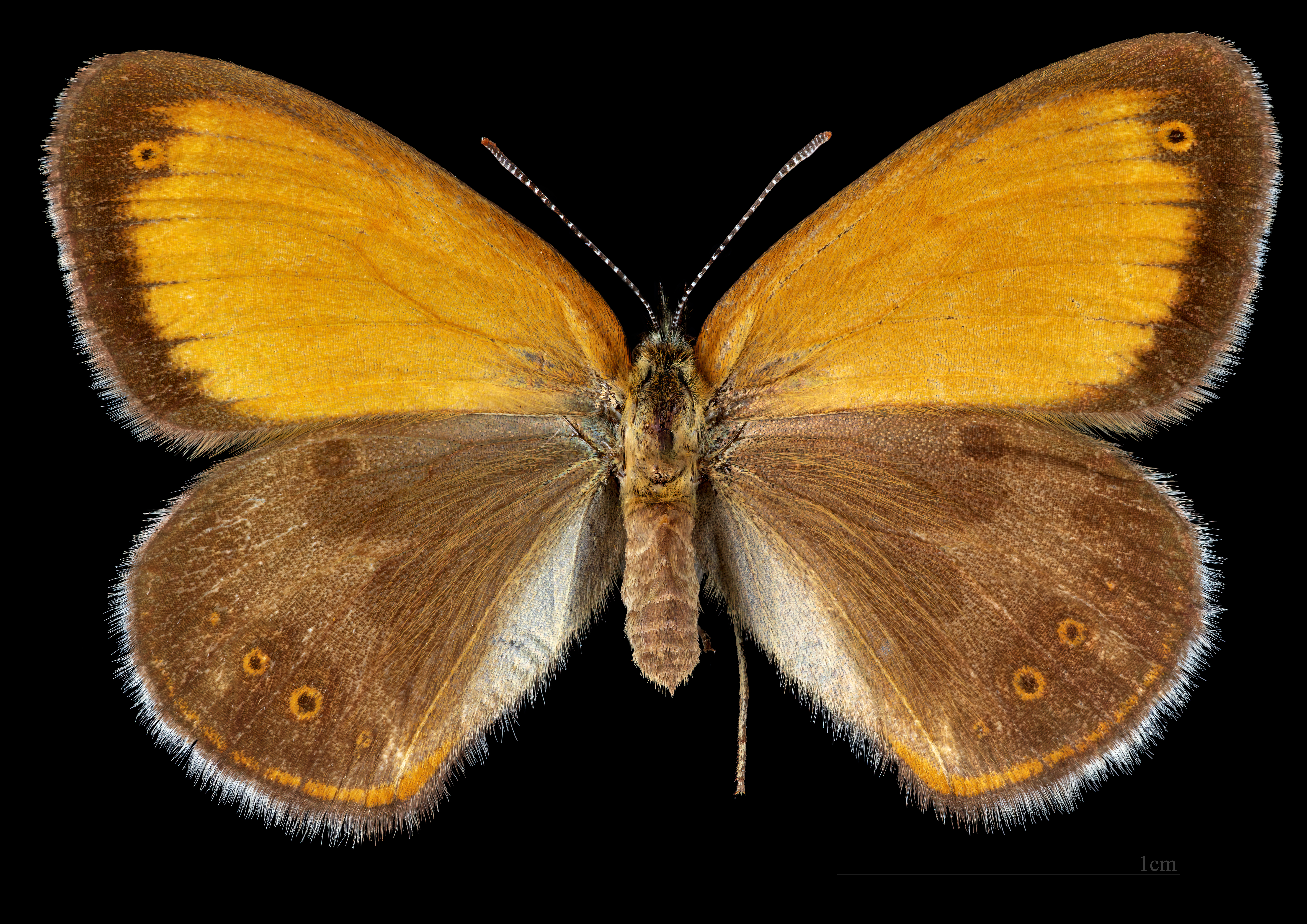
Coenonympha arcania ♀
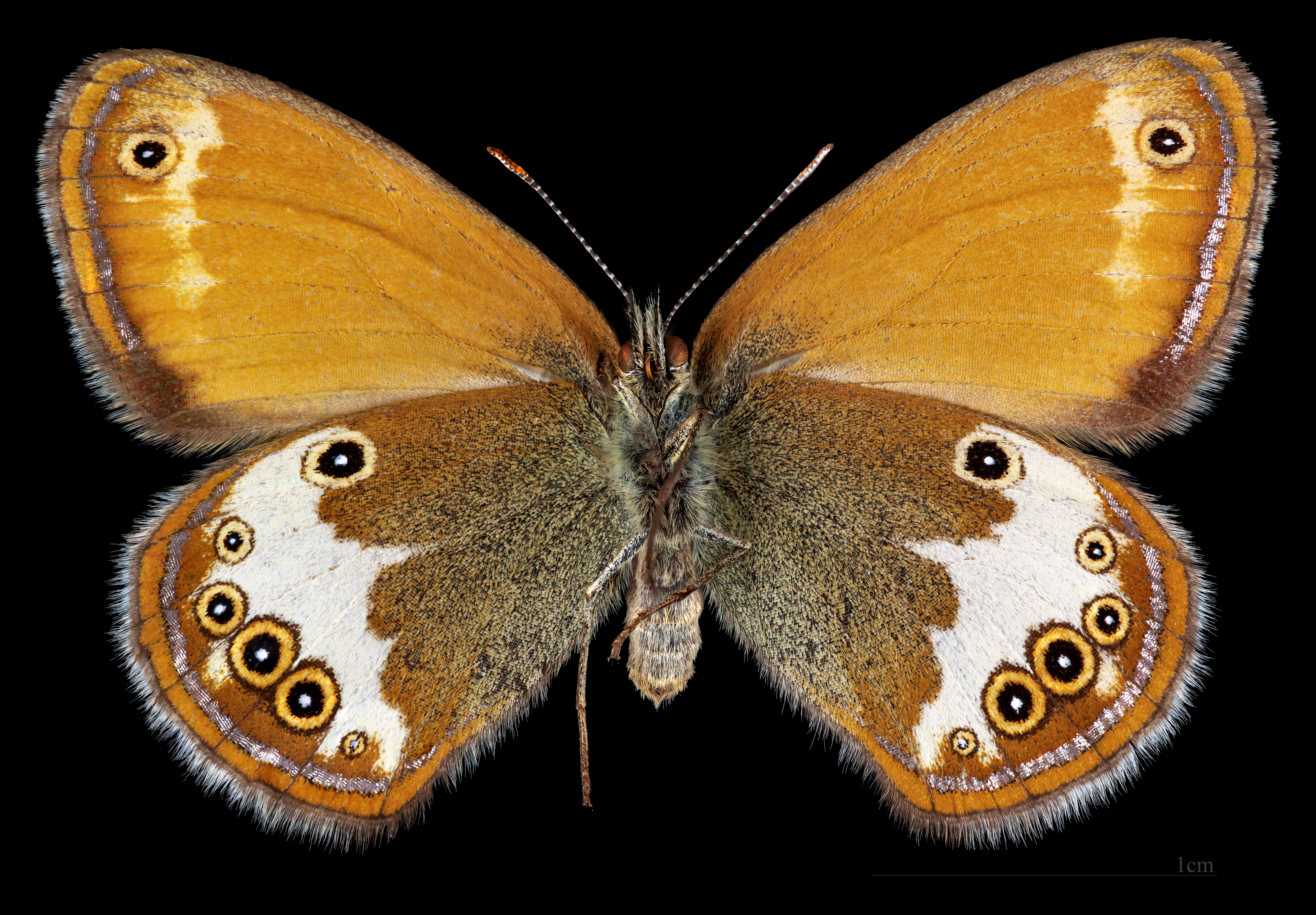
Coenonympha arcania ♀  △

## Спосіб життя
Метелики літають у червні — на початку липня. Трапляються на луках, великих галявинах із заростями чагарників, по узлісся. Живляться нектаром на квітах. Кормові рослини гусениць — різні злаки: медова трава, перлівка поникла, тонконіг лучний тощо. В стадії гусениці знаходиться з липня по травень, зимує. Лялечка підвішена до стебла кормової рослини.